# Världscupen i längdåkning 2015/2016
Världscupen i längdåkning 2015/2016 inleddes den 27 november 2015 i Ruka, Finland och avslutades den 12 mars 2016 i Canmore, Kanada.
Höjdpunkterna under säsongen var Tour de Ski den 1–10 januari 2016 samt Ski Tour Kanada den 1–12 mars 2016, vilket var nytt för denna säsong. Man tävlade då på sammanlagt fem platser i Kanada – Gatineau, Montréal, Québec, Canmore och Lake Louise. Touren avslutade tävlingssäsongen.

## Tävlingsprogram och resultat

### Herrar
| Förklaring        |
| ----------------- |
| K = Klassisk stil |
| F = Fristil       |

#### Individuella tävlingar
| Nr                                              | Ort                               | Disciplin                         | Stil                              | Datum                             | Etta                   | Tvåa                   | Trea                   | Referens |
| ----------------------------------------------- | --------------------------------- | --------------------------------- | --------------------------------- | --------------------------------- | ---------------------- | ---------------------- | ---------------------- | -------- |
| Nordiska öppningen (27–29 november 2015) [not1] |                                   |                                   |                                   |                                   |                        |                        |                        |          |
| 1                                               | Ruka                              | Sprint                            | K                                 | 27 november 2015                  | Sondre Turvoll Fossli  | Eirik Brandsdal        | Petter Northug         |          |
| 1                                               | Ruka                              | 10 km intervallstart              | F                                 | 28 november 2015                  | Martin Johnsrud Sundby | Alex Harvey            | Dario Cologna          |          |
| 1                                               | Ruka                              | 15 km jaktstart [not2]            | K                                 | 29 november 2015                  | Niklas Dyrhaug         | Martin Johnsrud Sundby | Sjur Røthe             |          |
| 1                                               | Nordiska öppningen – Slutresultat | Nordiska öppningen – Slutresultat | Nordiska öppningen – Slutresultat | Nordiska öppningen – Slutresultat | Martin Johnsrud Sundby | Petter Northug         | Finn Hågen Krogh       |          |
| 2                                               | Lillehammer                       | 15 + 15 km skiathlon              | K+F                               | 5 december 2015                   | Martin Johnsrud Sundby | Niklas Dyrhaug         | Hans Christer Holund   |          |
| 3                                               | Davos                             | 30 km intervallstart              | F                                 | 12 december 2015                  | Martin Johnsrud Sundby | Maurice Manificat      | Anders Gløersen        |          |
| 4                                               | Davos                             | Sprint                            | F                                 | 13 december 2015                  | Federico Pellegrino    | Baptiste Gros          | Sondre Turvoll Fossli  |          |
| 5                                               | Toblach                           | Sprint                            | F                                 | 19 december 2015                  | Federico Pellegrino    | Simeon Hamilton        | Andrew Young           |          |
| 6                                               | Toblach                           | 15 km intervallstart              | K                                 | 20 december 2015                  | Martin Johnsrud Sundby | Aleksandr Bessmertnych | Sjur Røthe             |          |
| Tour de Ski (1–10 januari 2016) [not1]          |                                   |                                   |                                   |                                   |                        |                        |                        |          |
| 7                                               | Lenzerheide                       | Sprint                            | F                                 | 1 januari 2016                    | Federico Pellegrino    | Sergej Ustiugov        | Finn Hågen Krogh       |          |
| 7                                               | Lenzerheide                       | 30 km masstart                    | K                                 | 2 januari 2016                    | Martin Johnsrud Sundby | Petter Northug         | Didrik Tønseth         |          |
| 7                                               | Lenzerheide                       | 10 km jaktstart                   | F                                 | 3 januari 2016                    | Martin Johnsrud Sundby | Petter Northug         | Finn Hågen Krogh       |          |
| 7                                               | Oberstdorf                        | Sprint                            | K                                 | 5 januari 2016                    | Emil Iversen           | Sergej Ustiugov        | Aleksej Poltoranin     |          |
| 7                                               | Oberstdorf                        | 15 km masstart                    | K                                 | 6 januari 2016                    | Aleksej Poltoranin     | Dario Cologna          | Francesco de Fabiani   |          |
| 7                                               | Toblach                           | 10 km intervallstart              | F                                 | 8 januari 2016                    | Finn Hågen Krogh       | Martin Johnsrud Sundby | Maurice Manificat      |          |
| 7                                               | Val di Fiemme                     | 15 km masstart                    | K                                 | 9 januari 2016                    | Martin Johnsrud Sundby | Niklas Dyrhaug         | Aleksej Poltoranin     |          |
| 7                                               | Val di Fiemme                     | 9 km jaktstart, klättring [not2]  | F                                 | 10 januari 2016                   | Martin Johnsrud Sundby | Robin Duvillard        | Matti Heikkinen        |          |
| 7                                               | Tour de Ski – Slutresultat        | Tour de Ski – Slutresultat        | Tour de Ski – Slutresultat        | Tour de Ski – Slutresultat        | Martin Johnsrud Sundby | Finn Hågen Krogh       | Sergej Ustiugov        |          |
| 8                                               | Planica                           | Sprint                            | F                                 | 16 januari 2016                   | Federico Pellegrino    | Baptiste Gros          | Richard Jouve          |          |
| 9                                               | Nové Město                        | 15 km intervallstart              | F                                 | 23 januari 2016                   | Maurice Manificat      | Martin Johnsrud Sundby | Sergej Ustiugov        |          |
| 10                                              | Drammen                           | Sprint                            | K                                 | 3 februari 2016                   | Petter Northug         | Ola Vigen Hattestad    | Eirik Brandsdal        |          |
| 11                                              | Oslo                              | 50 km masstart                    | K                                 | 6 februari 2016                   | Martin Johnsrud Sundby | Niklas Dyrhaug         | Maksim Vylegzjanin     |          |
| 12                                              | Stockholm                         | Sprint                            | K                                 | 11 februari 2016                  | Nikita Krjukov         | Ola Vigen Hattestad    | Petter Northug         |          |
| 13                                              | Falun                             | 10 km intervallstart              | K                                 | 13 februari 2016                  | Maksim Vylegzjanin     | Aleksandr Bessmertnych | Maurice Manificat      |          |
| 14                                              | Falun                             | 15 km masstart                    | F                                 | 14 februari 2016                  | Sergej Ustiugov        | Francesco de Fabiani   | Martin Johnsrud Sundby |          |
| 15                                              | Lahtis                            | Sprint                            | F                                 | 20 februari 2016                  | Emil Iversen           | Finn Hågen Krogh       | Petter Northug         |          |
| 16                                              | Lahtis                            | 15 + 15 km skiathlon              | K+F                               | 21 februari 2016                  | Martin Johnsrud Sundby | Finn Hågen Krogh       | Hans Christer Holund   |          |
| Ski Tour Kanada (1–12 mars 2016) [not1]         |                                   |                                   |                                   |                                   |                        |                        |                        |          |
| 17                                              | Gatineau                          | Sprint                            | F                                 | 1 mars 2016                       | Sergej Ustiugov        | Richard Jouve          | Simeon Hamilton        |          |
| 17                                              | Montreal                          | 17,5 km masstart                  | K                                 | 2 mars 2016                       | Emil Iversen           | Petter Northug         | Sergej Ustiugov        |          |
| 17                                              | Quebec                            | Sprint                            | F                                 | 4 mars 2016                       | Baptiste Gros          | Alex Harvey            | Sergej Ustiugov        |          |
| 17                                              | Quebec                            | 15 km jaktstart                   | F                                 | 5 mars 2016                       | Sergej Ustiugov        | Petter Northug         | Emil Iversen           |          |
| 17                                              | Canmore                           | Sprint                            | K                                 | 8 mars 2016                       | Federico Pellegrino    | Eirik Brandsdal        | Maurice Manificat      |          |
| 17                                              | Canmore                           | 15 + 15 km skiathlon              | K+F                               | 9 mars 2016                       | Martin Johnsrud Sundby | Sergej Ustiugov        | Matti Heikkinen        |          |
| 17                                              | Lake Louise                       | 20 km intervallstart              | F                                 | 11 mars 2016                      | Matti Heikkinen        | Jevgenij Belov         | Marcus Hellner         |          |
| 17                                              | Canmore                           | 15 km jaktstart [not2]            | K                                 | 12 mars 2016                      | Maurice Manificat      | Matti Heikkinen        | Martin Johnsrud Sundby |          |
| 17                                              | Ski Tour Kanada – Slutresultat    | Ski Tour Kanada – Slutresultat    | Ski Tour Kanada – Slutresultat    | Ski Tour Kanada – Slutresultat    | Martin Johnsrud Sundby | Sergej Ustiugov        | Petter Northug         |          |

#### Lagtävlingar
| Nr | Ort         | Disciplin          | Stil    | Datum           | Etta                                                                              | Tvåa                                                                                     | Trea                                                                          | Referens |
| -- | ----------- | ------------------ | ------- | --------------- | --------------------------------------------------------------------------------- | ---------------------------------------------------------------------------------------- | ----------------------------------------------------------------------------- | -------- |
| 1  | Lillehammer | Stafett 4 × 7,5 km | K+K+F+F | 6 december 2015 | Norge I Niklas Dyrhaug Hans Christer Holund Martin Johnsrud Sundby Petter Northug | Norge III Martin Løwstrøm Nyenget Mathias Rundgreen Simen Andreas Sveen Finn Hågen Krogh | Norge II Emil Iversen Didrik Tønseth Sjur Røthe Anders Gløersen               |          |
| 2  | Planica     | Sprintstafett      | F       | 17 januari 2016 | Italien I Dietmar Nöckler Federico Pellegrino                                     | Frankrike I Baptiste Gros Renaud Jay                                                     | Frankrike II Valentin Chauvin Richard Jouve                                   |          |
| 3  | Nové Město  | Stafett 4 × 7,5 km | K+K+F+F | 24 januari 2016 | Norge I Sjur Røthe Martin Johnsrud Sundby Mathias Rundgreen Finn Hågen Krogh      | Ryssland I Jevgenij Belov Aleksander Legkov Aleksej Tjervotkin Sergej Ustiugov           | Italien Dietmar Nöckler Francesco de Fabiani Roland Clara Federico Pellegrino |          |

### Damer
| Förklaring        |
| ----------------- |
| K = Klassisk stil |
| F = Fristil       |

#### Individuella tävlingar
| Nr                                              | Ort                               | Disciplin                         | Stil                              | Datum                             | Etta                     | Tvåa                       | Trea                       | Referens |
| ----------------------------------------------- | --------------------------------- | --------------------------------- | --------------------------------- | --------------------------------- | ------------------------ | -------------------------- | -------------------------- | -------- |
| Nordiska öppningen (27–29 november 2015) [not1] |                                   |                                   |                                   |                                   |                          |                            |                            |          |
| 1                                               | Ruka                              | Sprint                            | K                                 | 27 november 2015                  | Maiken Caspersen Falla   | Stina Nilsson              | Ragnhild Haga              |          |
| 1                                               | Ruka                              | 5 km intervallstart               | F                                 | 28 november 2015                  | Therese Johaug           | Charlotte Kalla            | Ida Ingemarsdotter         |          |
| 1                                               | Ruka                              | 10 km jaktstart [not2]            | K                                 | 29 november 2015                  | Therese Johaug           | Stina Nilsson              | Kerttu Niskanen            |          |
| 1                                               | Nordiska öppningen – Slutresultat | Nordiska öppningen – Slutresultat | Nordiska öppningen – Slutresultat | Nordiska öppningen – Slutresultat | Therese Johaug           | Stina Nilsson              | Ingvild Flugstad Østberg   |          |
| 2                                               | Lillehammer                       | 7,5 + 7,5 km skiathlon            | K+F                               | 5 december 2015                   | Therese Johaug           | Heidi Weng                 | Charlotte Kalla            |          |
| 3                                               | Davos                             | 15 km intervallstart              | F                                 | 12 december 2015                  | Therese Johaug           | Ingvild Flugstad Østberg   | Heidi Weng                 |          |
| 4                                               | Davos                             | Sprint                            | F                                 | 13 december 2015                  | Stina Nilsson            | Maiken Caspersen Falla     | Ingvild Flugstad Østberg   |          |
| 5                                               | Toblach                           | Sprint                            | F                                 | 19 december 2015                  | Maiken Caspersen Falla   | Ingvild Flugstad Østberg   | Stina Nilsson              |          |
| 6                                               | Toblach                           | 10 km intervallstart              | K                                 | 20 december 2015                  | Therese Johaug           | Krista Pärmäkoski          | Ingvild Flugstad Østberg   |          |
| Tour de Ski (1–10 januari 2016) [not1]          |                                   |                                   |                                   |                                   |                          |                            |                            |          |
| 7                                               | Lenzerheide                       | Sprint                            | F                                 | 1 januari 2016                    | Maiken Caspersen Falla   | Ida Ingemarsdotter         | Ingvild Flugstad Østberg   |          |
| 7                                               | Lenzerheide                       | 15 km masstart                    | K                                 | 2 januari 2016                    | Therese Johaug           | Ingvild Flugstad Østberg   | Heidi Weng                 |          |
| 7                                               | Lenzerheide                       | 5 km jaktstart                    | F                                 | 3 januari 2016                    | Ingvild Flugstad Østberg | Therese Johaug             | Heidi Weng                 |          |
| 7                                               | Oberstdorf                        | Sprint                            | K                                 | 5 januari 2016                    | Sophie Caldwell          | Heidi Weng                 | Ingvild Flugstad Østberg   |          |
| 7                                               | Oberstdorf                        | 10 km masstart                    | K                                 | 6 januari 2016                    | Therese Johaug           | Ingvild Flugstad Østberg   | Heidi Weng                 |          |
| 7                                               | Toblach                           | 5 km intervallstart               | F                                 | 8 januari 2016                    | Jessie Diggins           | Heidi Weng                 | Ingvild Flugstad Østberg   |          |
| 7                                               | Val di Fiemme                     | 10 km masstart                    | K                                 | 9 januari 2016                    | Heidi Weng               | Ingvild Flugstad Østberg   | Therese Johaug             |          |
| 7                                               | Val di Fiemme                     | 9 km jaktstart, klättring [not2]  | F                                 | 10 januari 2016                   | Therese Johaug           | Heidi Weng                 | Liz Stephen                |          |
| 7                                               | Tour de Ski – Slutresultat        | Tour de Ski – Slutresultat        | Tour de Ski – Slutresultat        | Tour de Ski – Slutresultat        | Therese Johaug           | Ingvild Flugstad Østberg   | Heidi Weng                 |          |
| 8                                               | Planica                           | Sprint                            | F                                 | 16 januari 2016                   | Stina Nilsson            | Astrid Uhrenholdt Jacobsen | Heidi Weng                 |          |
| 9                                               | Nové Město                        | 10 km intervallstart              | F                                 | 23 januari 2016                   | Therese Johaug           | Astrid Uhrenholdt Jacobsen | Jessie Diggins             |          |
| 10                                              | Drammen                           | Sprint                            | K                                 | 3 februari 2016                   | Maiken Caspersen Falla   | Ingvild Flugstad Østberg   | Natalja Matvejeva          |          |
| 11                                              | Oslo                              | 30 km masstart                    | K                                 | 7 februari 2016                   | Therese Johaug           | Ingvild Flugstad Østberg   | Anne Kyllönen              |          |
| 12                                              | Stockholm                         | Sprint                            | K                                 | 11 februari 2016                  | Maiken Caspersen Falla   | Ingvild Flugstad Østberg   | Stina Nilsson              |          |
| 13                                              | Falun                             | 5 km intervallstart               | K                                 | 13 februari 2016                  | Therese Johaug           | Heidi Weng                 | Ingvild Flugstad Østberg   |          |
| 14                                              | Falun                             | 10 km masstart                    | F                                 | 14 februari 2016                  | Therese Johaug           | Heidi Weng                 | Astrid Uhrenholdt Jacobsen |          |
| 15                                              | Lahtis                            | Sprint                            | F                                 | 20 februari 2016                  | Maiken Caspersen Falla   | Jessie Diggins             | Heidi Weng                 |          |
| 16                                              | Lahtis                            | 7,5 + 7,5 km skiathlon            | K+F                               | 21 februari 2016                  | Therese Johaug           | Heidi Weng                 | Ingvild Flugstad Østberg   |          |
| Ski Tour Kanada (1–12 mars 2016) [not1]         |                                   |                                   |                                   |                                   |                          |                            |                            |          |
| 17                                              | Gatineau                          | Sprint                            | F                                 | 1 mars 2016                       | Maiken Caspersen Falla   | Stina Nilsson              | Jessie Diggins             |          |
| 17                                              | Montreal                          | 10,5 km masstart                  | K                                 | 2 mars 2016                       | Therese Johaug           | Heidi Weng                 | Astrid Uhrenholdt Jacobsen |          |
| 17                                              | Quebec                            | Sprint                            | F                                 | 4 mars 2016                       | Stina Nilsson            | Maiken Caspersen Falla     | Heidi Weng                 |          |
| 17                                              | Quebec                            | 10 km jaktstart                   | F                                 | 5 mars 2016                       | Heidi Weng               | Therese Johaug             | Astrid Uhrenholdt Jacobsen |          |
| 17                                              | Canmore                           | Sprint                            | K                                 | 8 mars 2016                       | Maiken Caspersen Falla   | Astrid Uhrenholdt Jacobsen | Ingvild Flugstad Østberg   |          |
| 17                                              | Canmore                           | 7,5 + 7,5 km skiathlon            | K+F                               | 9 mars 2016                       | Heidi Weng               | Therese Johaug             | Astrid Uhrenholdt Jacobsen |          |
| 17                                              | Lake Louise                       | 10 km intervallstart              | F                                 | 11 mars 2016                      | Ingvild Flugstad Østberg | Heidi Weng                 | Krista Pärmäkoski          |          |
| 17                                              | Canmore                           | 10 km jaktstart [not2]            | K                                 | 12 mars 2016                      | Krista Pärmäkoski        | Therese Johaug             | Jessie Diggins             |          |
| 17                                              | Ski Tour Kanada – Slutresultat    | Ski Tour Kanada – Slutresultat    | Ski Tour Kanada – Slutresultat    | Ski Tour Kanada – Slutresultat    | Therese Johaug           | Heidi Weng                 | Ingvild Flugstad Østberg   |          |

#### Lagtävlingar
| Nr | Ort         | Disciplin        | Stil    | Datum           | Etta                                                                                | Tvåa                                                                  | Trea                                                                         | Referens |
| -- | ----------- | ---------------- | ------- | --------------- | ----------------------------------------------------------------------------------- | --------------------------------------------------------------------- | ---------------------------------------------------------------------------- | -------- |
| 1  | Lillehammer | Stafett 4 × 5 km | K+K+F+F | 6 december 2015 | Norge I Maiken Caspersen Falla Ingvild Flugstad Østberg Therese Johaug Heidi Weng   | Finland Krista Pärmäkoski Kerttu Niskanen Laura Mononen Anne Kyllönen | USA Rosie Brennan Sadie Bjornsen Liz Stephen Jessie Diggins                  |          |
| 2  | Planica     | Sprintstafett    | F       | 17 januari 2016 | Sverige I Ida Ingemarsdotter Stina Nilsson                                          | Norge I Heidi Weng Astrid Uhrenholdt Jacobsen                         | Tyskland I Sandra Ringwald Hanna Kolb                                        |          |
| 3  | Nové Město  | Stafett 4 × 5 km | K+K+F+F | 24 januari 2016 | Norge Ingvild Flugstad Østberg Heidi Weng Therese Johaug Astrid Uhrenholdt Jacobsen | USA Sophie Caldwell Sadie Bjornsen Liz Stephen Jessie Diggins         | Finland Anne Kyllönen Krista Pärmäkoski Riitta-Liisa Roponen Kerttu Niskanen |          |